# Liste der Eisenbahnstrecken in Sachsen
Die Liste der Eisenbahnstrecken in Sachsen führt alle Eisenbahnen des öffentlichen Verkehrs auf, die auf dem Territorium des 1992 wiederbegründeten Freistaats Sachsen verlaufen. Enthalten sind auch alle stillgelegten und abgebauten Strecken.

## Legende
Die in der Tabelle verwendeten Spalten listen die im Folgenden erläuterten Informationen auf:
- Strecke: Name der Strecke (von–nach) entsprechend DB-Streckendaten, historische Strecken sind mit ihrem letzten Namen eingeordnet
- km: Betriebslänge in Kilometer zwischen Anfangs- und Endbahnhof
- Nr.: Offizielle DB-Streckennummer
- Sächsische Streckenkürzel: Bezeichnungssystem der Sächsischen Staatsbahn, in der Regel aus den Anfangsbuchstaben der Endpunkte bestehend, fallweise und zur Vermeidung von Doppelungen mit weiteren Zeichen ergänzt. Das System ist im Regionalbereich Dresden bis in die Gegenwart in Gebrauch.
- Eröffnungen: Aufgeführt sind die offiziellen Eröffnungsdaten, an denen der öffentliche Verkehr begann.
- Stilllegungen: Aufgeführt sind die offiziellen Stilllegungsdaten.
- In Betrieb: In Betrieb befindliche Streckenabschnitte (Stand 1. Januar 2014)
- EIU: Eisenbahninfrastrukturunternehmen (Stand 1. Januar 2014)
- Anmerkungen: Sonstige Anmerkungen zu den Strecken
- Grau unterlegte Strecken sind Hauptbahnen

## Normalspurige Strecken

### Haupt- und Nebenbahnen
| Strecke (von–nach)                                       | km     | Nr.  | Sächsische Streckenkürzel | Eröffnungen | Stilllegungen | In Betrieb                                                    | EIU                                                           | Anmerkungen |
| -------------------------------------------------------- | ------ | ---- | ------------------------- | --- | --- | ------------------------------------------------------------- | ------------------------------------------------------------- | --- |
| Annaberg-Buchholz Süd–Schwarzenberg (Erzgeb)             | 024,1  | 6624 | BSg                       | Annaberg-Buchholz Süd–Schwarzenberg (Erzgeb): 1. Dezember 1889 | – | Annaberg-Buchholz Süd–Schwarzenberg (Erzgeb)                  | Erzgebirgsbahn                                                | Reiseverkehr 1997 eingestellt |
| Annaberg-Buchholz unt Bf–Flöha                           | 043,5  | 6644 | AF                        | Annaberg unt Bf–Flöha: 1. Februar 1866 | – | Annaberg-Buchholz unt Bf–Flöha                                | Erzgebirgsbahn                                                | – |
| Arnsgrün Grenze–Adorf (Vogtl)                            | 08,8   | –    | AAd                       | Roßbach–Adorf (Vogtl): 17. September 1906 | Roßbach–Adorf (Vogtl): 1945 | –                                                             | –                                                             | abgebaut |
| Bärenstein (Kr Annaberg) Grenze–Annaberg-Buchholz unt Bf | 018,4  | 6623 | WA                        | Weipert–Annaberg unt Bf: 3. August 1872 | – | Bärenstein (Kr Annaberg) Grenze–Annaberg-Buchholz unt Bf      | Erzgebirgsbahn                                                | – |
| Bautzen–Bad Schandau                                     | 064,4  | 6216 | BS                        | Neustadt (Sachs)–Bad Schandau: 1. Juli 1877 Bautzen–Neustadt (Sachs): 1. September 1877 | Bautzen–Wilthen: 16. Juni 2007 | Wilthen–Bad Schandau                                          | DB Netz, DRE                                                  | Bautzen–Wilthen: Trassensicherung durch DRE |
| Berlin Görlitzer Bf–Görlitz                              | 207,9  | 6142 | BHg                       | 1866/67 | – | Berlin Baumschulenweg–Görlitz                                 | DB Netz                                                       | Teilstrecke in Berlin und Brandenburg |
| Berthelsdorf–Großhartmannsdorf                           | 011,9  | 6616 | BGh                       | Berthelsdorf–Großhartmannsdorf: 13. Juli 1890 | Brand-Erbisdorf–Großhartmannsdorf: 1973                                                                                                  | Berthelsdorf–Brand-Erbisdorf                                  | RP-Eisenbahn                                                  | Reiseverkehr 1998 eingestellt |
| Beucha–Trebsen                                           | 017,1  | 6823 | BT                        | Beucha–Seelingstadt: 10. Dezember 1898 Seelingstadt–Trebsen: 1. Oktober 1911 | – | Beucha–Trebsen                                                | DRE                                                           | Reiseverkehr 1997/2006 eingestellt |
| Böhlen–Espenhain                                         | 06,9   | 6822 | BE                        | Böhlen–Espenhain: 1. Mai 1913 | – | Böhlen–Espenhain                                              | DB Netz                                                       | Reiseverkehr 1993 eingestellt |
| Borsdorf (Sachs)–Coswig Abzw B                           | 102,6  | 6386 | BC                        | Borsdorf–Grimma: 14. Mai 1866 Grimma–Leisnig: 27. Oktober 1867 Leisnig–Döbeln: 2. Juni 1868 Döbeln–Nossen: 25. Oktober 1868 Nossen–Meißen: 22. Dezember 1868 | – | Borsdorf (Sachs)–Coswig Abzw B                                | DB Netz, NRE                                                  | – |
| Brand-Erbisdorf–Langenau                                 | 04,3   | 6617 | BL                        | Brand-Erbisdorf–Langenau: 13. Juli 1890 | Brand-Erbisdorf–Langenau: 15. August 1998                                                                                                | –                                                             | –                                                             | – |
| Chemnitz Hbf–Adorf (Vogtl)                               | 114,5  | –    | CA                        | Aue–Schöneck: 7. September 1875 Gesamtstrecke: 15. November 1875 | Blauenthal–Schönheide Ost: 27. September 1975 Aue–Blauenthal: 31. Dezember 1997 Schönheide Ost–Muldenberg: 28. Februar 1998              | Siehe: Chemnitz Hbf–Blauenthal / Schönheide Ost–Adorf (Vogtl) | Siehe: Chemnitz Hbf–Blauenthal / Schönheide Ost–Adorf (Vogtl) | 1975 wegen Talsperrenbau unterbrochen, Abschnitt Aue–Schönheide Ost abgebaut |
| Chemnitz Hbf–Blauenthal                                  | –      | 6645 | CB                        | Siehe: Chemnitz Hbf–Adorf (Vogtl) | Siehe: Chemnitz Hbf–Adorf (Vogtl) | Chemnitz Hbf–Aue (Sachs)                                      | Erzgebirgsbahn                                                | Teil der Bahnstrecke Chemnitz–Adorf, 1975 wegen Talsperrenbau unterbrochen, zwischen 1975 und 1990 KB |
| Crimmitschau–Schweinsburg                                | 03,6   | –    | CS                        | Crimmitschau–Schweinsburg: 1. Juli 1908 | Crimmitschau–Schweinsburg: ~1963 | –                                                             | –                                                             | nur Güterverkehr, Strecke abgebaut |
| Dresden Hbf–Abzw Werdau Bogendreieck                     | 136,3  | 6258 | DW                        | Zwickau–Werdau: 6. September 1845 Dresden–Tharandt: 18. Juni 1855 Chemnitz–Zwickau: 15. November 1858 Tharandt–Freiberg: 11. August 1862 Flöha–Chemnitz: 1. Februar 1866 Freiberg–Chemnitz: 1869 | – | Dresden Hbf–Abzw Werdau Bogendreieck                          | DB Netz                                                       | – |
| Dresden-Altstadt–Dresden-Altstadt Elbufer                | 04,3   | 6662 | DWK                       | Dresden Altstadt–Kohlenbahnhof: 28. Juni 1855 Kohlenbahnhof–Elbufer: 2. April 1856 | Dresden Altstadt–Dresden-Altstadt Elbufer: ~1993                                                                                         | –                                                             | –                                                             | nur Güterverkehr, Strecke ab km 0,8 abgebaut |
| Dresden-Altstadt Elbufer–Dresden Packhof                 | 00,7   | –    | DWP                       | Elbufer–Packhof: 1. März 1859 | Elbufer–Packhof: ~1945 | –                                                             | –                                                             | nur Güterverkehr, Strecke abgebaut |
| Dresden-Friedrichstadt–Elsterwerda                       | 064,1  | 6248 | DE                        | Dresden-Friedrichstadt–Elsterwerda (–Berlin): 1. Juni 1875 | – | Dresden-Friedrichstadt–Elsterwerda                            | DB Netz                                                       | Teilstrecke in Brandenburg |
| Dresden-Friedrichstadt–Dresden-Altstadt Elbufer          | 04,5   | 6608 | DEH                       | Dresden-Friedrichstadt–Dresden König-Albert-Hafen: 1. August 1893 | Dresden-Friedrichstadt–Dresden-Altstadt Elbufer: 22. November 1996 (Umwandlung in Bahnhofsnebengleis)                                    | Dresden-Friedrichstadt–Dresden Hafen                          | DB Netz                                                       | – |
| Dresden-Klotzsche–Dresden Flughafen                      | 04,1   | 6607 | KGr                       | Dresden-Klotzsche–Dresden Grenzstr: 1955 Dresden Grenzstr–Dresden Flughafen: 25. März 2001 | – | Dresden-Klotzsche–Dresden Flughafen                           | DB Netz                                                       | S-Bahn-Strecke |
| Dresden-Klotzsche–Straßgräbchen-Bernsdorf                | 039,6  | 6606 | KStr                      | Klotzsche–Königsbrück: 1. April 1897 Königsbrück–Schwepnitz: 1. Oktober 1899 Schwepnitz–Straßgräbchen-Bernsdorf: 1934 | Königsbrück–Straßgräbchen-Bernsdorf: 1. August 2001                                                                                      | Dresden-Klotzsche–Königsbrück                                 | DB Netz                                                       | Reiseverkehr Königsbrück–Straßgräbchen-Bernsdorf 1997 eingestellt |
| Eltersdorf–Leipzig Hbf                                   | 311,9  | 5919 | –                         | Gröbers–Leipzig Hbf: 30. Juni 2003 | – | Breitengüßbach–Leipzig Hbf                                    | DB Netz                                                       | Teilstrecken in Bayern, Thüringen und Sachsen-Anhalt |
| Ebersbach (Sachs) Grenze–Ebersbach (Sachs)               | 00,2   | 6586 | –                         | Ebersbach–Löbau: 1. November 1873 | – | Ebersbach (Sachs) Grenze–Ebersbach (Sachs)                    | DB Netz                                                       | ohne Verkehr; Reiseverkehr 2010 eingestellt |
| Ebersbach (Sachs)–Löbau (Sachs)                          | 015,8  | 6587 | EL                        | Rumburg–Ebersbach: 1. November 1873 | – | Ebersbach (Sachs)–Niedercunnersdorf                           | DRE                                                           | Teil der ehemaligen Strecke Ebersbach–Löbau; Reiseverkehr 2002 eingestellt |
| Eibenstock unt Bf–Eibenstock ob Bf                       | 03,1   | –    | EEo                       | Eibenstock unt Bf–Eibenstock ob Bf: 3. Mai 1905 | Eibenstock unt Bf–Eibenstock ob Bf: 5. Oktober 1975                                                                                      | –                                                             | –                                                             | Strecke abgebaut |
| Falkenstein (Vogtl)–Muldenberg                           | 010,27 | 6649 | FM                        | Falkenstein–Muldenberg: 15. November 1892 | – | Falkenstein (Vogtl)–Muldenberg                                | DB Netz                                                       | – |
| Freiberg (Sachs)–Halsbrücke                              | 07,4   | 6615 | FH                        | Freiberg–Halsbrücke: 13. Juli 1890 | Freiberg–Halsbrücke: 10. Mai 2004 (Umwandlung in Bahnhofsnebengleis)                                                                     | –                                                             | –                                                             | – |
| Abzw Freital Ost–Possendorf                              | 013,5  | 6609 | PP                        | Niedergittersee–Hänichen-Goldene Höhe: 1. April 1857 Hänichen-Goldene Höhe–Possendorf: 30. September 1908 | Dresden-Gittersee–Possendorf: 9. November 1957                                                                                           | Abzw Freital Ost–Dresden-Gittersee                            | Windbergbahn e. V.                                            | Museumsbahn, ohne Verkehr |
| Freital-Potschappel–Albertschacht                        | 03,1   | –    | PNoA                      | Potschappel–Albertschacht: 1. Dezember 1856 | Freital-Potschappel–Albertschacht: 28. Mai 1972                                                                                          | –                                                             | –                                                             | nur Güterverkehr, abgebaut |
| Freital-Potschappel–Freital-Hainsberg                    | 02,8   | 6260 | DWIR                      | Potschappel–Hainsberg: 1. April 1905 | Freital-Potschappel–Freital-Hainsberg: 3. Dezember 2002                                                                                  | –                                                             | –                                                             | nur Güterverkehr, Dreischienengleis 1435 / 750 mm, abgebaut, Schmalspur PHV |
| Frohburg–Kohren-Sahlis                                   | 07,7   | –    | FK                        | Frohburg–Kohren: 26. April 1906 | Frohburg–Kohren-Sahlis: 1967 | –                                                             | –                                                             | abgebaut |
| Gaschwitz–Meuselwitz                                     | 027,7  | 6821 | GM                        | Gaschwitz–Meuselwitz: 27. September 1874 | Gaschwitz–Zwenkau: 14. Januar 1957 Zwenkau–Groitzsch: 30. September 1998                                                                 | –                                                             | abgebaut                                                      | |
| Gera Süd–Weischlitz                                      | 061,0  | 6269 | GWz                       | Wolfsgefährth–Greiz: 17. Juli 1875 Greiz–Plauen i. V. unt Bf: 8. September 1875 Plauen i. V. unt Bf–Weischlitz: 20. September 1875 Gera (Reuß) Sächs Stb–Wolfsgefährth: 1. Dezember 1892 | – | Gera Süd–Weischlitz                                           | DB Netz                                                       | Teilstrecke in Thüringen |
| Glauchau (Sachs)–Wurzen                                  | 083,1  | 6629 | GW                        | Glauchau–Penig: 10. Mai 1875 Rochlitz–Großbothen: 9. Dezember 1875 Penig–Rochlitz: 29. Mai 1876 Großbothen–Wurzen: 30. Juni 1877 | Großbothen–Grimma: 15. April 1945 Golzern–Wurzen: 2. Juni 1969                                                                           | Glauchau (Sachs)–Großbothen                                   | DRE                                                           | ohne Verkehr, Trassensicherung |
| Glauchau-Schönbörnchen–Gößnitz                           | 012,7  | 6265 | SG                        | – | – | Glauchau-Schönbörnchen–Gößnitz                                | DB Netz                                                       | Teilstrecke in Thüringen |
| Görlitz–Dresden-Neustadt                                 | 102,6  | 6212 | GD                        | Radeberg–Dresden-Neustadt: 17. November 1845 Bischofswerda–Radeberg: 21. Dezember 1845 Bautzen–Bischofswerda: 23. Juni 1846 Löbau–Bautzen: 23. Dezember 1846 Reichenbach–Löbau: 1. Juli 1847 Görlitz–Reichenbach: 1. September 1847 | – | Görlitz–Dresden-Neustadt                                      | DB Netz                                                       | – |
| Görlitz Grenze–Görlitz                                   | 01,2   | 6211 |                           | Kohlfurt–Görlitz: 1. September 1847 | – | Görlitz Grenze–Görlitz                                        | DB Netz                                                       | Teil der ehemaligen Strecke Kohlfurt–Görlitz, 1945 bis km 251,715 an PKP |
| Görlitz–Hagenwerder                                      | 011,1  | 6590 | GHS                       | Görlitz–Seidenberg: 1. Juni 1875 | Hagenwerder–Seidenberg: 8. Mai 1945 | Görlitz–Hagenwerder                                           | DB Netz                                                       | Teil der ehemaligen Strecke Görlitz–Seidenberg, 1945 ab Hagenwerder an PKP |
| Görlitz West–Weißenberg Süd                              | 026,2  | 6582 | GWe                       | Görlitz Kreisbf–Weißenberg: 1905 | Königshain-Hochstein–Weißenberg Süd: 1. Oktober 1972 Görlitz–Königshain-Hochstein: 1997                                                  | –                                                             | –                                                             | – |
| Görlitz–Abzw Schlauroth                                  | 04,4   | 6213 | GS                        | Görlitz–Schlauroth: 1. November 1909 | Görlitz–Schlauroth: 1994 (Umwandlung in Bahnhofsnebengleis)                                                                              | –                                                             | –                                                             | nur Güterverkehr; abgebaut |
| Großenhain Cottb Bf–Frankfurt (Oder) Pbf                 | 162,9  | 6253 | GRd                       | 1872 | – | Großenhain Cottb Bf–Cottbus                                   | DB Netz                                                       | Teilstrecke in Brandenburg |
| Großenhain Cottb Bf–Priestewitz                          | 05,0   | 6252 | GP                        | Großenhain Cottbusser Bf–Priestewitz: 14. Oktober 1862 | – | Großenhain Cottb Bf–Priestewitz                               | DB Netz                                                       | – |
| Großpostwitz–Löbau (Sachs)                               | 019,3  | 6584 | GL                        | Großpostwitz–Obercunewalde: 15. September 1890 Obercunewalde–Löbau: 7. Oktober 1928 | Großpostwitz–Löbau (Sachs): 15. August 1998                                                                                              | –                                                             | –                                                             | – |
| Halle (Saale) Hbf–Guben                                  | 211,5  | 6345 | –                         | Falkenberg–Cottbus: 1. Dezember 1871 | – | Halle (Saale) Hbf–Guben                                       | DB Netz                                                       | Teilstrecke in Sachsen-Anhalt und Brandenburg |
| Heidenau–Heidenau Elbgeländebahn                         | 04,3   | 6675 | BDE                       | Heidenau–Heidenau Elbgeländebahn: 1921 | Heidenau–Heidenau Elbgeländebahn: 2007                                                                                                   | –                                                             | –                                                             | nur Güterverkehr; abgebaut |
| Heidenau–Kurort Altenberg (Erzgeb)                       | 038,0  | 6605 | HA                        | Heidenau–Altenberg (Erzgeb): 22. Dezember 1938 | – | Heidenau–Kurort Altenberg (Erzgeb)                            | DB Netz                                                       | – |
| Herlasgrün–Oelsnitz (Vogtl)                              | 047,0  | 6648 | HOe                       | Herlasgrün–Eger: 1. November 1865 | Lottengrün–Oelsnitz: 27. April 1951 Falkenstein (Vogtl)–Lottengrün: 1972                                                                 | Herlasgrün–Falkenstein (Vogtl)                                | DB Netz                                                       | – |
| Horka Grenze–Roßlau (Elbe)                               | 233,7  | 6207 | –                         | Kohlfurt–Ruhland: 1. Juni 1874 | – | Horka Grenze–Roßlau (Elbe)                                    | DB Netz                                                       | Teilstrecke in Brandenburg und Sachsen-Anhalt |
| Horka Gbf–Lodenau                                        | 014,8  | 6577 | –                         | Horka Kleinbf–Rothenburg: 15. Dezember 1907 Rothenburg–Priebus: 1908 | Lodenau–Grenze: 1945 | Horka Gbf–Lodenau                                             | DRE                                                           | – |
| Straßgräbchen-Bernsdorf (OL)–Hoyerswerda                 | 017,2  | 6595 | StrH                      | 1882/1911 | 1957/1994 | –                                                             | –                                                             | nur Güterverkehr; abgebaut |
| Johanngeorgenstadt Grenze–Schwarzenberg (Erzgeb)         | 017,8  | 6626 | JS                        | Johanngeorgenstadt–Schwarzenberg: 20. September 1883 Johanngeorgenstadt Grenze–Johanngeorgenstadt: 1. April 1899 | – | Johanngeorgenstadt Grenze–Schwarzenberg (Erzgeb)              | Erzgebirgsbahn                                                | – |
| Jüterbog–Abzw Zeithain Bogendreieck                      | 079,2  | 6133 | JR                        | Jüterbog–Röderau: 1848 | – | Jüterbog–Abzw Zeithain Bogendreieck                           | DB Netz                                                       | Teilstrecke in Brandenburg; Reisezugverkehr Falkenberg (Elster)–Röderau 2004 eingestellt |
| Kamenz (Sachs)–Bischofswerda                             | 023,6  | 6578 | KBi                       | Kamenz–Elstra: 19. Oktober 1890 Elstra–Bischofswerda: 14. Juni 1902 | Abzw Rauschwitz–Bischofswerda: 19. Dezember 1969 Kamenz (Sachs)–Abzw Rauschwitz: 1. Januar 1997                                          | –                                                             | –                                                             | – |
| Kamenz (Sachs)–Kamenz Nord                               | 03,0   | 6594 | KKN                       | Kamenz–Kamenz Nord: 2. Januar 1919 | Kamenz–Kamenz Nord: 1. Juni 1997 | –                                                             | –                                                             | nur Güterverkehr; abgebaut |
| Kamenz (Sachs)–Pirna                                     | 045,6  | 6200 | KP                        | Kamenz–Arnsdorf: 1. Oktober 1871 Arnsdorf–Pirna: 15. Oktober 1875 | Arnsdorf–Dürrröhrsdorf: 1. Februar 2007                                                                                                  | Kamenz (Sachs)–Arnsdorf; Dürrröhrsdorf–Pirna                  | DB Netz                                                       | – |
| Knappenrode–Abzw Sornoer Buden West                      | 034,8  | 6218 | –                         | 1956 | Spreewitz–Sornoer Buden: 1999 | –                                                             | –                                                             | Teilstrecke in Brandenburg; nur Güterverkehr |
| Königswalde ob Bf–Annaberg-Buchholz ob Bf                | 05,8   | 6622 | KA                        | Königswalde ob Bf–Annaberg ob Bf: 1. August 1906 | Königswalde ob Bf–Annaberg-Buchholz ob Bf: 1. Oktober 1996                                                                               | –                                                             | –                                                             | nur Güterverkehr; abgebaut |
| Küchwald–Grüna ob Bf                                     | 011,7  | 6635 | CO                        | Küchwald–Obergrüna: 17. Dezember 1903 | Küchwald–Grüna (Sachs) ob Bf: 30. September 2004                                                                                         | –                                                             | –                                                             | nur Güterverkehr |
| Krensitz–Delitzsch                                       | 037,3  | 6915 | –                         | 1902 | Krensitz–Delitzsch: 3. Juni 1973 | –                                                             | –                                                             | – |
| Lausen–Markranstädt                                      | 03,3   | –    | –                         | Lausen–Markranstädt: 1. September 1897 | Lausen–Markranstädt: 1946 | –                                                             | –                                                             | abgebaut |
| Leipzig Bayer Bf–Gaschwitz                               | 010,6  | 6377 | –                         | Leipzig Bayerischer Bf–Altenburg: 19. September 1842 | – | Leipzig Bayer Bf–Gaschwitz                                    | DB Netz                                                       | 2001–2013 ohne Verkehr, seitdem S-Bahn Mitteldeutschland |
| Leipzig Hbf–Dresden-Neustadt                             | 116,0  | 6363 | LD                        | Leipzig Dresdner Bahnhof–Althen: 24. April 1837 Althen–Borsdorf–Gerichshain: 12. November 1837 Gerichshain–Machern: 11. Mai 1838 Weintraube–Dresden Leipziger Bahnhof: 19. Juli 1838 Machern–Wurzen: 31. Juli 1838 Wurzen–Dahlen: 16. September 1838 Oberau–Coswig–Weintraube: 16. September 1838 Dahlen–Oschatz: 3. November 1838 Oschatz–Riesa: 21. November 1838 Riesa–Oberau: 7. April 1839 | – | Leipzig Hbf–Dresden-Neustadt                                  | DB Netz                                                       | – |
| Leipzig Hbf–Eilenburg                                    | 024,1  | 6360 | LE                        | Leipzig Eilenburger Bf–Eilenburg: 1. November 1874 | Leipzig Eilenburger Bf–?: 2. November 1942                                                                                               | Leipzig Hbf–Eilenburg                                         | DB Netz                                                       | – |
| Leipzig Hbf–Geithain                                     | 044,1  | 6366 | LG                        | Leipzig Hbf–Geithain: ? | – | Leipzig Hbf–Geithain                                          | DB Netz                                                       | – |
| Leipzig Hbf–Großkorbetha                                 | 032,0  | 6367 | –                         | Leipzig Hbf–Großkorbetha: 1856 | – | Leipzig Hbf–Großkorbetha                                      | DB Netz                                                       | Teilstrecke in Sachsen-Anhalt |
| Leipzig Nord–Leipzig Bayer Bf (City-Tunnel Leipzig)      | 03,9   | 6396 | –                         | Leipzig Nord–Leipzig Bayer Bf: 15. Dezember 2013 | – | Leipzig Nord–Leipzig Bayer Bf                                 | DB Netz                                                       | |
| Leipzig-Connewitz–Hof Hbf                                | 161,5  | 6362 | LH                        | Leipzig Bayerischer Bf–Altenburg: 19. September 1842 Altenburg–Crimmitschau: 15. März 1844 Crimmitschau–Werdau: 18. September 1845 Werdau–Reichenbach: 31. Mai 1846 Plauen–Hof: 20. November 1848 Reichenbach–Plauen: 15. Juli 1851 | – | Leipzig-Connewitz–Hof Hbf                                     | DB Netz                                                       | Teilstrecke in Thüringen und Bayern |
| Leipzig-Connewitz–Plagwitz                               | 06,3   | –    | LP                        | Leipzig-Connewitz–Plagwitz: 17. September 1888 | Leipzig-Connewitz–Plagwitz: 1. Januar 1925                                                                                               | –                                                             | –                                                             | nur Güterverkehr |
| Leipzig-Leutzsch–Probstzella                             | 159,9  | 6383 | LLP                       | 1859/1873 | – | Leipzig-Leutzsch–Probstzella                                  | DB Netz                                                       | Teilstrecke in Thüringen |
| Leipzig-Plagwitz–Markkleeberg-Gaschwitz                  | 010,1  | 6379 | PG                        | Plagwitz–Gaschwitz: 1879 | – | Leipzig-Plagwitz–Markkleeberg-Gaschwitz                       | DB Netz                                                       | Reiseverkehr 2002 eingestellt |
| Leipzig-Plagwitz–Leipzig Miltitzer Allee                 | 03,5   | 6052 | –                         | Leipzig-Plagwitz–Hermann-Matern-Allee: 25. September 1977 Hermann-Matern-Allee–Wilhelm-Pieck-Allee: 1980 Wilhelm-Pieck-Allee–Miltitzer Allee: 1983 | – | Leipzig-Plagwitz–Leipzig Miltitzer Allee                      | DB Netz                                                       | S-Bahn-Strecke |
| Leipzig-Plagwitz–Lindenau Ldst                           | 04,5   | 6433 | LX PLi                    | Plagwitz-Lindenau–Lindenau Ldst: 1. April 1906 | Leipzig-Plagwitz–Lindenau Ldst: ~2004–2006                                                                                               | –                                                             | –                                                             | nur Güterverkehr, größtenteils abgebaut, Restbetrieb über Awanst Leipzig Brünner Straße |
| Leipzig-Plagwitz–Pörsten                                 | 023,6  | 6811 | –                         | Leipzig-Plagwitz–Lützen: 1. September 1897 Lützen–Pörsten: 1898 | Leipzig-Plagwitz–Pörsten: 31. August 1999                                                                                                | –                                                             | –                                                             | abgebaut |
| Leipzig-Wahren–Leipzig-Engelsdorf                        | 017,8  | 6369 | ESch                      | Wahren–Engelsdorf: 1906 | – | Leipzig-Wahren–Leipzig-Engelsdorf                             | DB Netz                                                       | Leipziger Güterring, nur Güterverkehr, zwischen Abzw L und Bf Leipzig-Mockau Umleitungsstrecke für Reisezüge, zwischen Leipzig-Mockau und Schönefeld zwischen 1961 und 1990 Transitverkehr Berlin (West)–München |
| Leipzig-Wahren–Leipzig Hbf                               | 09,3   | 6382 | –                         | Halle–Leipzig: 18. August 1840 | – | Leipzig-Wahren–Leipzig Hbf                                    | DB Netz                                                       | S-Bahn-Strecke |
| Lengenfeld (Vogtl)–Göltzschtalbrücke                     | 012,1  | 6667 | LMG                       | Weißensand–Göltzschtalbrücke: 16. November 1903 Lengenfeld–Weißensand: 17. Mai 1905 | Weißensand–Mühlwand: 31. Mai 1958 Mühlwand–Göltzschtalbrücke: 1970 Lengenfeld–Weißensand: 28. Mai 1971                                   | –                                                             | –                                                             | abgebaut |
| Limbach (Sachs)–Oberfrohna                               | 01,8   | 6637 | LO                        | Limbach–Oberfrohna: 8. April 1872 | Limbach–Oberfrohna: 31. Mai 2000 | –                                                             | –                                                             | Trassensicherung durch DRE |
| Limbach (Sachs)–Wittgensdorf ob Bf                       | 06,4   | 6636 | LW                        | Limbach–Wittgensdorf: 8. April 1872 | Limbach–Wittgensdorf: 31. August 2003 (Umwandlung in Bahnhofsnebengleis)                                                                 | Anst Tanklager–Wittgensdorf                                   | –                                                             | Trassensicherung durch DRE |
| Limbach (Sachs)–Wüstenbrand                              | 012,3  | 6638 | LWd                       | Limbach–Wüstenbrand: 30. November 1897 | Röhrsdorf–Abzw Schützenhaus: 10. April 1951 Limbach–Röhrsdorf: 6. Juni 1996 Abzw Schützenhaus–Wüstenbrand: 30. September 2004            | –                                                             | –                                                             | – |
| Löbau (Sachs)–Radibor (Sachs)                            | 040,0  | 6581 | LR                        | Löbau–Weißenberg: 1. August 1895 Weißenberg–Baruth: 10. November 1903 Baruth–Radibor: 1. Mai 1906 | Löbau–Baruth: 1972 Baruth–Guttau: 1. September 1996 Guttau–Radibor: 15. August 1998                                                      | –                                                             | –                                                             | Reiseverkehr 1972 eingestellt; abgebaut |
| Lottengrün–Plauen-Chrieschwitz                           | 012,7  | 6669 | LPC                       | Lottengrün–Theuma: 15. Dezember 1903 Theuma–Großfriesen: 15. November 1917 Großfriesen–Plauen-Chrieschwitz: 1923 | Theuma–Plauen-Chrieschwitz: 26. September 1970 Lottengrün–Theuma: 1972                                                                   | –                                                             | –                                                             | abgebaut |
| Lübbenau–Kamenz (Sachs)                                  | 021,9  | 6194 | HbK                       | Lübbenau–Kamenz: 1874 | – | Lübbenau–Kamenz (Sachs)                                       | DB Netz                                                       | Teilstrecke in Brandenburg; Reisezugverkehr Senftenberg–Kamenz 1997 eingestellt |
| Magdeburg Hbf–Leipzig Messe Süd                          | 119,3  | 6403 | HL                        | Halle–Leipzig: 18. August 1840 | – | Magdeburg Hbf–Leipzig Messe Süd                               | DB Netz                                                       | Teilstrecke in Sachsen-Anhalt |
| Markneukirchen-Siebenbrunn–Erlbach (Vogtl)               | 04,7   | –    | SE                        | Siebenbrunn–Markneukirchen: 20. September 1909 Markneukirchen–Erlbach: 1. Oktober 1911 | Markneukirchen-Siebenbrunn–Erlbach: 31. Mai 1975                                                                                         | –                                                             | –                                                             | abgebaut |
| Merseburg–Leipzig-Leutzsch                               | 027,7  | 6810 | –                         | Zöschen–Leipzig-Leutzsch: 7. Juli 1931 | Abzw Leuna–Leipzig-Leutzsch: 31. Dezember 1999                                                                                           | Merseburg–Abzw Lw                                             | DB Netz                                                       | Teilstrecke in Sachsen-Anhalt; Reiseverkehr 1998 eingestellt |
| Mittelherwigsdorf (Sachs)–Eibau                          | 023,2  | 6588 | MWE                       | Scheibe–Großschönau: 2. Januar 1868 Großschönau–Warnsdorf: 15. August 1871 Seifhennersdorf–Eibau: 1. November 1874 Warnsdorf–Seifhennersdorf: 6. September 1876 | – | Mittelherwigsdorf–Eibau                                       | DB Netz, SŽDC, DRE                                            | Teilstrecke in Tschechien; Seifhennersdorf–Eibau ohne Verkehr |
| Mockrehna–Gneisenaustadt Schildau                        | 010,5  | 6429 | –                         | Mockrehna–Schildau: 21. Juni 1921 | Mockrehna–Gneisenaustadt Schildau: 22. Mai 1971                                                                                          | –                                                             | –                                                             | abgebaut |
| Narsdorf Bogendreieck–Penig                              | 021,4  | 6432 | RP                        | Rochlitz–Penig: 8. April 1872 | Narsdorf Bogendreieck–Penig: 15. August 1998                                                                                             | –                                                             | DRE                                                           | teilweise überbaut |
| Neschwitz–Wetro Feuerfest GmbH                           | 03,5   | 6668 | NP                        | Neschwitz–Wetro: 1947 | Neschwitz–Wetro Feuerfest GmbH: 2001 | –                                                             | –                                                             | nur Güterverkehr; abgebaut |
| Neukieritzsch–Chemnitz Hbf                               | 061,3  | 6385 | KC                        | Kieritzsch–Borna: 14. Januar 1867 Borna–Chemnitz: 8. April 1872 | – | Neukieritzsch–Chemnitz Hbf                                    | DB Netz                                                       | – |
| Neukirch (Lausitz) West–Bischofswerda                    | 09,5   | 6217 | NnB                       | Niederneukirch–Bischofswerda: 15. August 1879 | – | Neukirch (Lausitz) West–Bischofswerda                         | DB Netz                                                       | – |
| Neukirchen-Wyhra–Großbothen                              | 025,0  | 6916 | BGr                       | Neukirchen-Wyhra–Großbothen: 2. Oktober 1937 | Neukirchen-Wyhra–Großbothen: 31. August 1947                                                                                             | –                                                             | –                                                             | – |
| Neumark (Sachs)–Greiz                                    | 013,8  | 6655 | NG                        | Brunn–Greiz Aubachtal: 23. Oktober 1865 Greiz Aubachtal–Greiz: 15. Oktober 1879 Neumark–Brunn: 19. Mai 1886 | Neumark (Sachs)–Greiz: 28. Februar 1999                                                                                                  | –                                                             | –                                                             | – |
| Neuoelsnitz–Wüstenbrand                                  | 012,9  | 6640 | NW                        | Lugau–Wüstenbrand: 15. November 1858 Neuoelsnitz–Lugau: 15. Mai 1879 | Lugau–Wüstenbrand: 31. Dezember 2003 Neuoelsnitz–Lugau: 2018                                                                             | –                                                             | –                                                             | abgebaut |
| Neupetershain–Hoyerswerda                                | 023,7  | 6593 | –                         | Neupetershain–Hoyerswerda: 1. Juli 1907 | Welzow–Hoyerswerda: 1960/67 Neupetershain–Welzow: 31. Dezember 1994                                                                      | –                                                             | –                                                             | abgebaut |
| Neustadt (Sachs)–Weißig-Bühlau                           | 030,7  | 6600 | NWg                       | Neustadt–Dürröhrsdorf: 1. Juli 1877 Dürrröhrsdorf–Weißig-Bühlau: 27. Juni 1908 | Dürrröhrsdorf–Weißig-Bühlau: 23. April 1951                                                                                              | Neustadt (Sachs)–Dürrröhrsdorf                                | DB Netz                                                       | Dürrröhrsdorf–Weißig-Bühlau abgebaut |
| Nobitz–Langenleuba-Oberhain                              | 020,97 | 6816 | AL                        | Abzw Kotteritz–Langenleuba-Oberhain: 15. Juni 1901 | Ehrenhain–Langenleuba-Oberhain: 15. August 1998 Nobitz–Ehrenhain: 31. Dezember 1999                                                      | –                                                             | –                                                             | Teilstrecke in Thüringen, abgebaut |
| Nossen–Hermsdorf-Rehefeld Grenze                         | 063,5  | 6614 | NM                        | Nossen–Freiberg: 15. Juli 1873 Freiberg–Mulda: 2. November 1875 Mulda–Bienenmühle: 15. August 1876 Bienenmühle–Moldau: 6. Dezember 1884 | Hermsdorf-Rehefeld–Hermsdorf-Rehefeld Grenze: 8. Mai 1945 Holzhau–Hermsdorf-Rehefeld: 7. Februar 1972                                    | Nossen–Holzhau                                                | NRE, RP Eisenbahn                                             | Holzhau–Hermsdorf-Rehefeld abgebaut |
| Oberoderwitz–Wilthen                                     | 033,8  | 6215 | OW                        | (Seifhennersdorf–) Eibau–Ebersbach: 1. November 1874 Ebersbach–Sohland: 1. Mai 1875 Sohland–Wilthen: September 1877 Oberoderwitz–Eibau: 15. Oktober 1879 | – | Oberoderwitz–Wilthen                                          | DB Netz                                                       | – |
| Olbernhau-Grünthal–Deutschneudorf                        | 08,1   | 6670 | KD                        | Neuschönberg–Deutschneudorf: 2. Mai 1927 | Neuschönberg–Deutschneudorf: 28. September 1969                                                                                          | –                                                             | –                                                             | – |
| Pirna–Coswig                                             | 035,1  | 6239 | PC                        | Pirna–Dresden-Dobritz: 15. Juli 2001, Dresden-Dobritz–Dresden-Neustadt Juli 2004, Dresden-Neustadt–Coswig 20. März 2016 | – | –                                                             | DB Netz                                                       | S-Bahn-Stammstrecke, zwischen Pirna und Dresden Hbf in der Lage der früheren Vorortgleise, zwischen Dresden-Neustadt und Coswig in der Lage der früheren Ferngleise der Strecke LD                               |
| Pirna–Gottleuba                                          | 017,6  | 6603 | PGl                       | Pirna–Berggießhübel: 19. Juli 1880 Berggießhübel–Gottleuba: 30. Juni 1905 | Pirna-Neundorf–Gottleuba: 1. April 1976 Pirna–Pirna-Neundorf: 28. Februar 1999                                                           | –                                                             | –                                                             | abgebaut |
| Pirna Süd–Großcotta                                      | 07,2   | 6604 | PGc                       | Pirna Süd–Lohmgrund: 21. März 1894 | Pirna-Zehista–Lohmgrund: 1963 Pirna Süd–Pirna-Zehista: 28. Februar 1999                                                                  | –                                                             | –                                                             | – |
| Abzw Pirna-Copitz–Mockethal                              | 04,8   | 6602 | PH                        | Abzw Copitz–Herrenleite: 20. März 1907 | Abzw Pirna-Copitz–Mockethal: 9. September 1996 (Umwandlung in Bahnhofsnebengleis)                                                        | –                                                             | –                                                             | nur Güterverkehr |
| Abzw Plattenthal–Königswalde unt Bf                      | 07,8   | 6621 | WKw                       | Abzw Plattenthal–Plattenthal Ldst: 1. Mai 1914 Plattenthal Ldst–Geyersdorf-Mildenau: 15. November 1923 Geyersdorf-Mildenau–Königswalde unt Bf: 15. Mai 1928 | Geyersdorf-Mildenau–Königswalde unt Bf: 1951 Plattenthal Ldst–Geyersdorf-Mildenau: 14. Juni 1971 Abzw Plattenthal–Plattenthal Ldst: 1991 | –                                                             | –                                                             | nur Güterverkehr; abgebaut |
| Plauen (Vogtl) ob Bf–Bad Brambach Grenze                 | 059,4  | 6270 | PE                        | Oelsnitz–Eger: 1. November 1865 Plauen–Oelsnitz: 1. November 1874 | – | Plauen (Vogtl) ob Bf–Bad Brambach Grenze                      | DB Netz                                                       | – |
| Pockau-Lengefeld–Neuhausen (Erzgeb)                      | 022,0  | 6618 | PN                        | Pockau–Olbernhau: 1875 Olbernhau–Neuhausen: 1. Oktober 1895 | – | Pockau-Lengefeld–Neuhausen (Erzgeb)                           | Erzgebirgsbahn, OFTB Obere Flöhatalbahn                       | Olbernhau-Grünthal–Neuhausen ohne Verkehr |
| Pratau–Torgau                                            | 041,8  | 6830 | –                         | Pratau–Torgau: 5. Juli 1890 | Pretzsch–Torgau: 15. Dezember 2000 | Pratau–Pretzsch                                               | DRE                                                           | – |
| Pretzsch–Eilenburg                                       | 038,5  | 6831 | –                         | Bad Düben–Eilenburg: 20. Februar 1895 Pretzsch–Bad Düben: 1. Oktober 1895 | – | Pretzsch–Eilenburg                                            | DRE                                                           | Reiseverkehr Bad Schmiedeberg–Eilenburg 1997/2004/2017 eingestellt |
| Reichenbach (Vogtl) ob Bf–Göltzschtalbrücke              | 09,0   | 6647 | RMG                       | Reichenbach ob Bf–Göltzschtalbrücke: 1. Mai 1895 | Reichenbach Ost–Göltzschtalbrücke: 26. September 1970 Reichenbach–Reichenbach Ost: 27. Mai 1977                                          | –                                                             | –                                                             | – |
| Reitzenhain Grenze–Flöha                                 | 057,9  | 6619 | RF                        | Reitzenhain–Flöha: 24. Mai 1875 Landesgrenze–Reitzenhain: 23. August 1875 | Reitzenhain Grenze–Reitzenhain: 1947 Reitzenhain–Marienberg: 15. Dezember 1998                                                           | Marienberg–Flöha                                              | Erzgebirgsbahn                                                | – |
| Riesa–Chemnitz Hbf                                       | 066,0  | 6255 | RC                        | Riesa–Döbeln: 29. August 1847 Döbeln–Limmritz: 22. September 1847 Limmritz–Chemnitz: 1. September 1852 | – | Riesa–Chemnitz Hbf                                            | DB Netz                                                       | – |
| Riesa–Nossen                                             | 033,5  | 6613 | RN                        | Riesa–Lommatzsch: 5. April 1877 Lommatzsch–Nossen: 15. Oktober 1880 | Riesa–Anst Tanklager Rhäsa: 31. Dezember 2007                                                                                            | Anst Tanklager Rhäsa–Nossen                                   | NRE                                                           | – |
| Riesa Ufer–Riesa Gbf                                     | 04,8   | –    | RKE                       | Riesa Gbf–Riesa Ufer: 1. April 1880 Riesa Gbf–Riesa Ufer (Neutrassierung): 1. Juni 1887 Riesa Ufer–Riesa Hafen: 3. September 1888 Riesa Gbf–Riesa Hafen: 1. Juli 1901 | Riesa Gbf–Riesa Ufer (alte Trasse): 1. Juni 1887                                                                                         | Riesa Ufer–Riesa Gbf                                          | DB Netz                                                       | Hafenbahn Riesa; abgestuft zu Bahnhofsnebengleis Bf. Riesa |
| Rochlitz–Narsdorf                                        | 09,5   | 6632 | RP                        | Rochlitz–Penig: 8. April 1872 | Rochlitz–Narsdorf: 1. Januar 2002 | –                                                             | DRE                                                           | Trassensicherung durch DRE |
| Roßwein–Niederwiesa                                      | 037,5  | 6620 | RW                        | Roßwein–Hainichen: 1. März 1869 Hainichen–Niederwiesa: 15. August 1874 | Roßwein–Hainichen: 30. September 2001 | Hainichen–Niederwiesa                                         | RISS                                                          | – |
| Schneeberg (Erzgeb)–Schlema unt Bf                       | 05,1   | 6642 | SN                        | Schneeberg–Niederschlema: 19. September 1859 | Schneeberg-Neustädtel–Schlema ob Bf: 1. August 1953 Schlema ob Bf–Schlema unt Bf: 6. Juni 1996                                           | –                                                             | –                                                             | – |
| Schöna Grenze–Dresden-Neustadt                           | 054,4  | 6240 | BD                        | Pirna–Dresden: 1. August 1848 Bodenbach–Pirna: 6. April 1851 | – | Schöna Grenze–Dresden-Neustadt                                | DB Netz                                                       | – |
| Schönberg (Vogtl)–Hirschberg (Saale)                     | 019,9  | 6657 | SH                        | Schönberg–Hirschberg: 1. Juli 1892 | Anst Rettenmayer–Hirschberg: 21. August 2000 Schönberg–Anst Rettenmayer: 1. September 2006 (Umwandlung in Anschlussbahn)                 | Schönberg (Vogtl)–Anst Rettenmayer                            | Rettenmeier                                                   | Teilstrecke in Thüringen |
| Schönberg (Vogtl)–Schleiz                                | 014,9  | 6656 | SSz                       | Schönberg–Schleiz: 20. Juni 1886 | – | Schönberg (Vogtl)–Schleiz                                     | DRE                                                           | Teilstrecke in Thüringen |
| Schönfeld-Wiesa–Schönfeld-Wiesa Papierfabrik             | 01,5   | 6665 | SWP                       | Schönfeld-Wiesa–Schönfeld-Wiesa Papierfabrik: 1987 | Schönfeld-Wiesa–Schönfeld-Wiesa Papierfabrik: 1991                                                                                       | –                                                             | –                                                             | nach Umbau auf Regelspur, nur Güterverkehr; abgebaut |
| Schönheide Ost–Adorf (Vogtl)                             | –      | 6663 | SoA                       | Siehe: Chemnitz Hbf–Adorf (Vogtl) | Siehe: Chemnitz Hbf–Adorf (Vogtl) | Muldenberg–Adorf (Vogtl)                                      | DB Netz                                                       | Teil der Bahnstrecke Chemnitz–Adorf, 1975 wegen Talsperrenbau unterbrochen |
| Schwarzenberg (Erzgeb)–Zwickau (Sachs) Hbf               | 038,5  | 6264 | SZ                        | Schwarzenberg–Zwickau: 15. Mai 1858 | – | Schwarzenberg (Erzgeb)–Zwickau (Sachs) Hbf                    | Erzgebirgsbahn                                                | – |
| Sebnitz (Sachs) Grenze–Sebnitz (Sachs)                   | 00,6   | 6666 | RS                        | Nixdorf–Sebnitz: 14. Juni 1905 | – | –                                                             | DB Netz                                                       | von 1945 bis 2014 ohne Verkehr |
| Seidau–Seidau (Spreetalbahn)                             | 01,4   | 6596 | BKP                       | Seidau–Seidau (Spreetalbahn): 19. Juni 1893 | 1999 | –                                                             | –                                                             | nur Güterverkehr; abgebaut |
| Abzw Spreewitz Süd–Graustein                             | 010,6  | 6222 | –                         | Abzw Spreewitz Nord–Graustein: 24. Mai 1963 Abzw Spreewitz Süd–Abzw Spreewitz Nord: 1. April 1967 | – | Abzw Spreewitz Süd–Graustein                                  | DB Netz                                                       | Reiseverkehr 2004 eingestellt |
| Abzw Stiebitz–Hoyerswerda                                | 036,8  | 6579 | BH                        | Bautzen–Königswartha: 2. Dezember 1890 Königswartha–Hoyerswerda: 1. Oktober 1908 | Bautzen–Königswartha: 31. Mai 2002 Königswartha–Hoyerswerda: 1. Oktober 1973                                                             | –                                                             | –                                                             | – |
| Stollberg (Sachs)–St. Egidien                            | 019,4  | 6641 | StE                       | Stollberg–Sankt Egidien: 15. Mai 1879 | – | Stollberg (Sachs)–St. Egidien                                 | RISS                                                          | – |
| Torgau–Belgern                                           | 017,1  | 6841 | –                         | Torgau–Belgern: 2. Januar 1915 | Torgau–Belgern: 31. Dezember 1995 | –                                                             | –                                                             | abgebaut |
| Trebnitz–Leipzig Hbf                                     | 081,3  | 6411 |                           | Bitterfeld–Leipzig Hbf: 1. Februar 1859 | – | Trebnitz–Leipzig Hbf                                          | DB Netz                                                       | Teilstrecke in Sachsen-Anhalt |
| Waldheim–Kriebethal                                      | 03,0   | 6627 | WK                        | Waldheim–Kriebethal: 10. Dezember 1896 | Waldheim–Kriebethal: 31. Dezember 1998                                                                                                   | –                                                             | –                                                             | nur Güterverkehr |
| Waldheim–Rochlitz (Sachs)                                | 020,6  | 6631 | WR                        | Waldheim–Rochlitz: 7. Dezember 1893 | Waldheim–Rochlitz: 15. August 1998 | –                                                             | –                                                             | – |
| Walthersdorf (Erzgeb)–Crottendorf ob Bf                  | 05,1   | 6625 | WC                        | Walthersdorf–Crottendorf ob Bf: 1. Dezember 1889 | Walthersdorf–Crottendorf ob Bf: 1. Juni 1999                                                                                             | –                                                             | –                                                             | – |
| Wechselburg–Küchwald                                     | 023,4  | 6633 | WbC                       | Wechselburg–Küchwald: 30. Juni 1902 | Wechselburg–Chemnitz-Glösa: 1. Dezember 2002                                                                                             | Chemnitz-Glösa–Küchwald                                       | DB Netz                                                       | Chemnitz-Glösa–Küchwald als Anschlussbahn in Betrieb |
| Weißwasser–Bad Muskau                                    | 07,7   | 6576 | –                         | Weißwasser–Bad Muskau: 15. Oktober 1872 | Weißwasser–Bad Muskau: 1. Januar 2001 | –                                                             | –                                                             | – |
| Weißwasser (OL)–Forst (Lausitz)                          | 029,9  | 6575 | –                         | Weißwasser–Forst: 1. September 1891 | Weißwasser–Forst: 29. Dezember 1996 | –                                                             | –                                                             | abgebaut |
| Werdau West–Mehltheuer                                   | 067,6  | 6653 | WM                        | Werdau–Weida: 29. August 1876 Weida Altstadt–Mehltheuer: 15. November 1883 Weida–Weida Altstadt: 1884 | Wünschendorf–Weida: 1. Mai 1997 Werdau–Wünschendorf: 15. November 2000                                                                   | Weida–Mehltheuer                                              | DB Netz                                                       | Werdau West–Weida Trassensicherung durch DRE |
| Wurzen–Eilenburg                                         | 021,5  | 6825 | WE                        | Wurzen–Eilenburg: 1. April 1927 | Wurzen–Lüptitz: 31. Mai 1999 | Anst Steinbruch Lüptitz–Eilenburg                             | RISS                                                          | – |
| Abzw Zeithain Bogendreieck–Elsterwerda                   | 020,0  | 6273 | ZE                        | Abzw Zeithain Bogendreieck–Elsterwerda: 15. Oktober 1875 | – | Abzw Zeithain Bogendreieck–Elsterwerda                        | DB Netz                                                       | – |
| Zittau–Hagenwerder                                       | 023,6  | 6589 | ZN                        | Zittau–Nikrisch: 15. Oktober 1875 | – | Zittau–Hagenwerder                                            | DB Netz                                                       | Teile der Strecke befinden sich seit 1945 auf polnischem Staatsgebiet |
| Zittau Grenze–Löbau (Sachs)                              | 026,2  | 6214 | RZ, ZL                    | Zittau–Löbau: 10. Juni 1848 | Oberoderwitz–Herrnhut: 31. Mai 1999 Herrnhut–Niedercunnersdorf: 28. Februar 2003                                                         | Zittau Grenze–Oberoderwitz, Niedercunnersdorf–Löbau (Sachs)   | DB Netz, DRE                                                  | Oberoderwitz–Niedercunnersdorf Trassensicherung durch DRE |
| Zwickau (Sachs) Hbf–Falkenstein (Vogtl)                  | 035,3  | 6650 | ZF                        | Zwickau–Falkenstein: 29. November 1875 | – | Zwickau (Sachs) Hbf–Falkenstein (Vogtl)                       | DB Netz                                                       | – |
| Zwickau (Sachs) Hbf–Mosel                                | 07,9   | 6646 | ZCM                       | Zwickau Hbf–Mosel: 8. Juli 1893 | Zwickau Hbf–km 2,650: 30. April 1999 | km 2,650–Mosel                                                | DB Netz                                                       | nur Güterverkehr; Nebengleis Bf Mosel |
| Abzw Zwickau-Planitz–Zwickau-Planitz                     | 00,9   | –    | ZP                        | Abzw Planitz–Planitz: 15. Oktober 1910 | Abzw Zwickau-Planitz–Zwickau-Planitz: 8. November 1969                                                                                   | –                                                             | –                                                             | – |
| Zwönitz–Chemnitz Süd                                     | 037,9  | 6639 | ZC                        | Zwönitz–Stollberg: 15. Juli 1889 Stollberg–Chemnitz Süd: 1. Oktober 1895 | Zwönitz–Stollberg: 17. März 1967 | Stollberg (Sachs)–Chemnitz Süd                                | RISS                                                          | – |
| Zwönitz–Scheibenberg                                     | 026,0  | 6674 | ZS                        | Zwönitz–Scheibenberg: 1. Mai 1900 | Zwönitz–Elterlein: 20. August 1947 Elterlein–Scheibenberg: 24. September 1966                                                            | –                                                             | –                                                             | – |
| Zwotental–Klingenthal Grenze                             | 08,8   | 6651 | ZK                        | Zwotental–Klingenthal: 24. Dezember 1875 Klingenthal–Landesgrenze: 1. Oktober 1886 | – | Zwotental–Klingenthal Grenze                                  | DB Netz                                                       | – |

### Streckenverlegungen
| Strecke (von–nach)                          | km   | Nr.  | Eröffnungen                                                                                     | Stilllegungen | In Betrieb                                  | EIU     | Anmerkungen |
| ------------------------------------------- | ---- | ---- | ----------------------------------------------------------------------------------------------- | --- | ------------------------------------------- | ------- | --- |
| Chemnitz-Hilbersdorf–Chemnitz Hbf           | 03,0 | 6257 | Chemnitz-Hilbersdorf–Chemnitz Hbf: 17. Dezember 1898                                            | – | Chemnitz-Hilbersdorf–Chemnitz Hbf           | DB Netz | Neutrassierung der Strecke Dresden–Werdau (Umfahrung Rangierbahnhof Chemnitz-Hilbersdorf)                                      |
| Abzw Dresden-Pieschen–Abzw Dresden-Neustadt | 02,5 | 6246 | Weintraube–Dresden Leipziger Bahnhof: 19. Juli 1838 Dresden-Neustadt Gbf–Dresden-Neustadt: 1902 | – | Abzw Dresden-Pieschen–Abzw Dresden-Neustadt | DB Netz | ursprüngliche Streckenführung der Strecke Leipzig–Dresden; nur Güterverkehr                                                    |
| Königswartha–Abzw Weißkollm                 | 12,9 | 6579 | Knappenrode Süd–Abzw Weißkollm: 2. Oktober 1960 Königswartha–Knappenrode Süd. 1. September 1961 | Knappenrode Süd–Abzw Weißkollm: 30. Oktober 2000 Königswartha–Knappenrode Süd: 31. Mai 2002 (Umwandlung in Bahnhofsnebengleis) | Awanst Kaolinwerk Caminau–Knappenrode Süd   | DB Netz | Neutrassierung der Strecke Bautzen–Hoyerswerda; Reiseverkehr 1997 eingestellt; Königswartha–Awanst Kaolinwerk Caminau abgebaut |
| Leipzig Eilenburger Bf–Leipzig-Heiterblick  | 06,6 | 6371 | Leipzig Eilenburger Bf–Eilenburg: 1. November 1874                                              | Leipzig Eilenburger Bf–Abzw Anger: 1941                                                                                        | Leipzig Abzw Anger–Leipzig-Heiterblick      | DB Netz | ursprüngliche Streckenführung der Bahnstrecke Leipzig–Eilenburg; nur Güterverkehr                                              |
| Werdau–Werdau West                          | 01,9 | 6652 | Werdau–Werdau West: 25. Oktober 1900                                                            | Werdau–Werdau West: 15. November 2000                                                                                          | –                                           | DRE     | Veränderte Einbindung der Strecke Werdau–Mehltheuer in den Bahnhof Werdau                                                      |

### Strategische Bahnen
| Strecke (von–nach)                | km    | Nr.  | Sächsische Streckenkürzel | Eröffnung     | Stilllegung      | Umgehung für                                                                                              | Anmerkungen                                                     |
| --------------------------------- | ----- | ---- | ------------------------- | ------------- | ---------------- | --- | --------------------------------------------------------------- |
| Charlottenhof (Oberlausitz)–Lasów | 02,8  | 6597 | –                         | 1976          | 1993             | Bahnstrecke Węgliniec–Roßlau (Elbe) und Bahnstrecke Węgliniec–Görlitz, Neißebrücken bei Horka und Görlitz | Teilstrecke in Polen; abgebaut                                  |
| Mörtitz–Kospa                     | 07,6  | 6918 |                           | ?             | ?                | Bahnstrecke Halle–Cottbus, Muldebrücke Eilenburg                                                          | abgebaut                                                        |
| Oschatz–Röderau                   | 015,2 | 6664 | ORV                       | 20. März 1987 | 1996             | Eisenbahnknoten Riesa, Elbebrücke Riesa                                                                   | abgebaut; bis 1989 zur Abstellung von Schadwagen genutzt        |
| Prettin–Dommitzsch                | 04,7  | 6919 | –                         | Juni 1983     | ?                | Bahnstrecke Halle–Cottbus, Elbebrücke Torgau                                                              | abgebaut                                                        |
| Trebsen–Neichen                   | 03,2  | 6914 | –                         | 7. März 1983  | 1. Dezember 1992 | Bahnstrecke Leipzig–Dresden, Muldebrücke Wurzen                                                           | abgebaut bis auf circa 500 m Anschlussgleis von Bahnhof Trebsen |

### Verbindungskurven
| Strecke (von–nach)                                                  | km  | Nr.  | Sächsische Streckenkürzel | Eröffnung          | Stilllegung                                | In Betrieb                                | EIU     | Anmerkungen |
| ------------------------------------------------------------------- | --- | ---- | ------------------------- | ------------------ | ------------------------------------------ | ----------------------------------------- | ------- | --- |
| Arnsdorf Nord–Arnsdorf West (Arnsdorfer Kurve)                      | 0,9 | 6228 | KR                        | 1. Oktober 1871    | 1911, Abbau nach dem Zweiten Weltkrieg     | Arnsdorf Nord–Arnsdorf West               | DB Netz | am 3. Oktober 2009 nach Neubau wieder in Betrieb genommen                                                                                                   |
| Abzw Chemnitz-Furth–Chemnitz-Hilbersdorf                            | 2,4 | 6263 | KCCh                      | 2. Juni 1902       | 31. August 1999                            | –                                         | –       | nur Güterverkehr; abgebaut |
| Delitzsch Gbf–Delitzsch Abzw Ah                                     | 1,2 | 6392 | –                         | Februar 1985       | –                                          | Delitzsch Gbf–Delitzsch Abzw Ah           | DB Netz | nur Güterverkehr |
| Delitzsch unt Bf–Delitzsch Gbf                                      | 1,1 | 6835 | –                         | ?                  | –                                          | Delitzsch unt Bf–Delitzsch Gbf            | DB Netz | nur Güterverkehr |
| Dommitzsch Abzw W 7 – Dommitzsch Abzw W 5                           | 0,7 | 6917 | –                         | Juni 1983          | nach 1990                                  | –                                         | –       | Strategische Bahn, abgebaut |
| Abzw Dresden Hbf–Dresden-Altstadt                                   | 0,5 | 6243 | DEAC                      | 1. Dezember 1894   | –                                          | Abzw Dresden Hbf–Dresden-Altstadt         | DB Netz | – |
| Dresden-Friedrichstadt–Abzw Dresden Mitte                           | 1,0 | 6244 | DFA                       | –                  |                                            |                                           |         | |
| Dresden-Friedrichstadt–Dresden Mitte                                | 1,0 | 6247 | DFN                       | 1. Mai 1894        | –                                          | Dresden-Friedrichstadt–Dresden Mitte      | DB Netz | – |
| Dresden-Neustadt–Dresden-Neustadt Gbf                               | 0,5 | 6245 |                           | 1. Oktober 1901    | ~2000                                      | –                                         | –       | nur Güterverkehr; abgebaut |
| Abzw Elbgaubad–Neusörnewitz                                         | 1,3 | 6610 | LDC                       | 10. Oktober 1973   | 1993                                       | –                                         | –       | nur Güterverkehr; abgebaut |
| Engelsdorf (b Leipzig) Stw 4– Engelsdorf (b Leipzig) Stw 1          | 1,8 | 6374 | LGA                       | 1. Mai 1906        | 30. Juni 2003                              | –                                         | –       | nur Güterverkehr; am Stw 4 abgebunden |
| Engelsdorf (b Leipzig) Stw 8– Engelsdorf (b Leipzig) Stw 4          | 2,0 | 6373 | LGE                       | 5. August 1906     | 30. Juni 2003                              | –                                         | –       | nur Güterverkehr; am Stw 4 abgebunden |
| Leipzig-Engelsdorf–Leipzig-Connewitz                                | 5,7 | 6375 | ELSt                      | 1. Mai 1906        | –                                          | Leipzig-Engelsdorf–Abzw Tabakmühle        | DB Netz | Teil des Leipziger Güterrings, seit 15. Dezember 2013 MDSB; zwischen Abzw Tabakmühle und Connewitz abgebaut                                                 |
| Görlitz Abzw Svt–Schlauroth                                         | 1,8 | 6210 |                           | 1. November 1909   | 15. August 1998                            | –                                         | –       | nur Güterverkehr; abgebaut |
| Abzw Graustein Süd–Abzw Graustein Ost                               | 1,5 | 6224 | –                         | 20. April 1965     | 1. Dezember 1992                           | –                                         | –       | nur Güterverkehr; abgebaut |
| Großenhain Berl Bf–Großenhain Cottb Bf                              | 0,9 | 6250 | DEG                       | 17. Juni 1875      | –                                          | Großenhain Berl Bf–Großenhain Cottb Bf    | DB Netz | – |
| Abzw GWz-Linie–Abzw GGa-Linie                                       | 0,7 | –    | GWzC                      | 1. Dezember 1892   | ~1922                                      | –                                         | –       | nur Güterverkehr; abgebaut |
| Horka Pbf–Horka Gbf                                                 | 2,1 | 6208 | –                         | 1. Juli 1880       | –                                          | Horka Pbf–Horka Gbf                       | DB Netz | nur Güterverkehr |
| Knappenrode Süd–Knappenrode                                         | 4,1 | 6221 |                           | 4. Oktober 1959    | 31. Mai 2002 (Umwandlung in Anschlussbahn) | Knappenrode üd–Knappenrode                | DB Netz | – |
| Kornhain Abzw D–Abzw E                                              | 1,2 | 6824 | –                         | 30. November 1967  | 1994                                       | –                                         | –       | nur Güterverkehr |
| Küchwald–Chemnitz-Hilbersdorf                                       | 1,5 | 6263 | KCCh                      | 2. Juni 1902       | ~1996                                      | –                                         | –       | nur Güterverkehr; abgebaut |
| Abzw Leckwitz–Abzw Kottewitz (Verbindungskurve Weißig–Böhla)        | 4,7 | 6274 | WB                        | 3. Dezember 2010   | –                                          | Abzw Leckwitz–Abzw Kottewitz              | DB Netz | – |
| Leipzig Abzw Anger–Leipzig-Heiterblick                              | 4,4 | 6371 | LE                        | 1. November 1874   | –                                          | Leipzig Abzw Anger–Leipzig-Heiterblick    | DB Netz | seit 1944 nur Güterverkehr, 1961–1989 Transit Berlin (West)–München                                                                                         |
| Leipzig Abzw Tabakmühle–Leipzig Bayer Bf (Connewitz Bogendreieck)   | 0,7 | 6376 | LCV                       | 20. August 1878    | –                                          | Leipzig Abzw Tabakmühle–Leipzig Bayer Bf  | DB Netz | seit 15. Dezember 2013 S-Bahn Mitteldeutschland von und nach Stötteritz                                                                                     |
| Leipzig Hbf Ost–Leipzig Hbf West (Tunnel)                           | 1,0 | 6368 |                           | 1915               | 8. Februar 2014                            | Leipzig Hbf Ost–Leipzig Hbf West          | DB Netz | Verkehrstunnel II in Leipzig Hbf, gebaut für die Verbindung des Postbahnhofes mit der preußischen Westseite                                                 |
| Leipzig Püchauer Straße Abzw C–Abzw D                               | 0,8 | 6364 | LDLC                      | 29. September 1915 | 24. November 2012                          | –                                         | DB Netz | Nur in Richtung Dresden–Leipzig nutzbar, zusammen mit der Strecke LC/6361 geschlossen.                                                                      |
| Leipzig-Leutzsch–Leipzig-Wahren                                     | 2,8 | 6380 | –                         | 1905               | –                                          | Leipzig-Leutzsch–Leipzig-Wahren           | DB Netz | Leipziger Güterring, Güterverkehr und Umleitungsstrecke für Reisezüge                                                                                       |
| Leipzig-Paunsdorf–Engelsdorf (b Leipzig)                            | 0,8 | 6372 | EP                        | 1. Mai 1906        | 30. Mai 2002                               | –                                         | –       | nur Güterverkehr und Reisezugumleitungsstrecke; abgebunden                                                                                                  |
| Leipzig-Wahren Abzw S–Abzw L                                        | 1,2 | 6381 | –                         | 1905               | –                                          | Leipzig-Wahren Abzw S–Abzw L              | DB Netz | Leipziger Güterring, Güterverkehr und Umleitungsstrecke für Reisezüge                                                                                       |
| Abzw Leisenau–Abzw Muldebrücke                                      | 1,5 | 6630 | GWV                       | 15. September 1968 | 1. September 1995                          | –                                         | –       | »Strategische Kurve«, Stw Abzw Muldebrücke voll ausgerüstet, doch ständig durchgeschaltet, Abzw Leisenau Handweiche und in Haltstellung festgelegte Signale |
| Narsdorf Bgdr, Langenleubaer Sp–Cossener Sp (Narsdorf Bogendreieck) | 0,5 | 6817 | –                         | 1951               | nach 1990                                  | –                                         | –       | abgebaut |
| Leipzig Messe Nord–Wiederitzsch                                     | 1,4 | 6370 | –                         | ?                  | –                                          | Leipzig Messe Nord–Wiederitzsch           | DB Netz | nur Güterverkehr, »Holzmüllerkurve« |
| Radebeul Abzw Az–Radebeul West                                      | 2,8 | 6251 | DEK                       | 1. Mai‌1894         | –                                          | Radebeul bzw Az–Radebeul West             | DB Netz | – |
| Abzw Radebeul-Naundorf–Coswig (b Dresden)                           | 2,0 | 6249 | DEC                       | 1. Mai 1894        | –                                          | Abzw Radebeul-Naundorf–Coswig (b Dresden) | DB Netz | Verbindungskurve |
| Riesa, Stw Po 5–Riesa, Stw W 4                                      | 0,9 | 6256 |                           | 3. November 1879   | –                                          | Riesa, Stw Po 5–Riesa, Stw W 4            | DB Netz | nur Güterverkehr |
| Röderau–Riesa (Röderau Bogendreieck)                                | 3,9 | 6254 | RRV                       | 1. Oktober 1848    | –                                          | Röderau-Riesa                             | DB Netz | Abzw Röderau Bogendreieck–Riesa am 17. Dezember 2006 in Betrieb genommen (Drittes Gleis zur Strecke LC/6363)                                                |
| Abzw Särichen–Abzw Mückenhain                                       | 1,8 | 6209 | –                         | 17. Mai 1953       | –                                          | Abzw Särichen–Abzw Mückenhain             | DB Netz | – |
| Spreewitz–Abzw Spreewitz Nord                                       | 1,3 | 6223 |                           | 17. August 1959    | nach 1990                                  | –                                         | –       | nur Güterverkehr; abgebaut |
| Abzw StE-Linie–Abzw ZC-Linie (Stollberg Bogendreieck)               | 0,4 | –    |                           | 1. Oktober‌1895     | ~1945                                      | –                                         | –       | nur Güterverkehr, abgebaut |
| Abzw Werdau, W 3–Abzw Werdau, W 12 (Werdau Bogendreieck)            | 0,6 | 6267 | DWC                       | 6. September‌1845   | –                                          | Abzw Werdau, W 3–Abzw Werdau, W 12        | DB Netz | – |
| Zauschwitz–Pegau Ost                                                | 1,7 | 6820 | –                         | 14. Januar 1957    | 31. Mai 1992                               | –                                         | –       | abgebaut |
| Zwickau (Sachs) Hbf Stw B4–Zwickau Gbf                              | 0,4 | –    |                           | 1. November 1854   | –                                          | Zwickau (Sachs) Hbf Stw B4–Zwickau Gbf    | DB Netz | nur Güterverkehr |

## Schmalspurige Strecken

### Spurweite 600 mm
Einzige öffentliche Bahn in einer Spurweite von 600 mm war die Muskauer Waldeisenbahn. Das Streckennetz wurde 1949 als ehemalige Privatbahn von der Deutschen Reichsbahn übernommen und 1977 stillgelegt. Ein Teil des Netzes wird heute als Museumsbahn betrieben.

### Spurweite 750 mm
| Strecke (von–nach)                          | km   | Nr.  | Sächsische Streckenkürzel | Eröffnungen | Stilllegungen | In Betrieb                             | EIU                                    | Anmerkungen |
| ------------------------------------------- | ---- | ---- | ------------------------- | --- | --- | -------------------------------------- | -------------------------------------- | --- |
| Bertsdorf–Kurort Jonsdorf                   | 03,8 | 6961 | BJ                        | Bertsdorf–Jonsdorf: 25. November 1890 | – | Bertsdorf–Kurort Jonsdorf              | SOEG                                   | – |
| Cranzahl–Kurort Oberwiesenthal              | 17,3 | 6964 | CW                        | Cranzahl–Oberwiesenthal: 20. Juli 1897 | – | Cranzahl–Kurort Oberwiesenthal         | SDG                                    | – |
| Freital-Hainsberg–Kurort Kipsdorf           | 26,3 | 6966 | HK                        | Hainsberg–Schmiedeberg: 1. November 1882 Schmiedeberg–Kipsdorf: 3. September 1883                                                                                      | – | Freital-Hainsberg–Kurort Kipsdorf      | SDG                                    | – |
| Freital-Potschappel–Freital-Hainsberg       | 02,8 | 6260 | PHV                       | Potschappel–Hainsberg: 10. September 1913 | Freital-Potschappel–Freital-Hainsberg: 3. Dezember 2002 | –                                      | –                                      | Dreischienengleis, Verbindungsbahn, nur Güterverkehr, Regelspur DWIR                                                           |
| Freital-Potschappel–Nossen                  | 38,8 | 6978 | PNo                       | Potschappel–Wilsdruff: 1. Oktober 1886 Wilsdruff–Nossen: 1. Februar 1899                                                                                               | Mohorn–Nossen: 3. Dezember 1973 Freital-Potschappel–Mohorn: 31. Dezember 1973 | –                                      | –                                      | Reiseverkehr 1972 eingestellt                                                                                                  |
| Goßdorf-Kohlmühle–Hohnstein (Sächs Schweiz) | 12,1 | –    | KH                        | Kohlmühle–Hohnstein: 1. Mai 1897 | Goßdorf-Kohlmühle–Hohnstein (Sächs Schweiz): 27. Mai 1951 | –                                      | –                                      | Teilstrecke als Museumsbahn wieder aufgebaut                                                                                   |
| Grünstädtel–Oberrittersgrün                 | 09,3 | –    | GR                        | Grünstädtel–Oberrittersgrün: 1. Juli 1889 | Grünstädtel–Oberrittersgrün: 26. September 1971 | –                                      | –                                      | – |
| Heidenau–Kurort Altenberg (Erzgeb)          | 41,5 | –    | MG HA (ab 1920)           | Mügeln–Geising-Altenberg: 18. November 1890 | Lauenstein–Altenberg (Erzgeb): 15. August 1938 Heidenau–Lauenstein: 19. August 1938 | –                                      | –                                      | Umbau auf Normalspur, siehe dort                                                                                               |
| Herrnhut–Bernstadt                          | 10,1 | –    | HB                        | Herrnhut–Bernstadt: 1. Dezember 1893 | Herrnhut–Bernstadt: 2. Oktober 1945 | –                                      | –                                      | Abbau als Reparationsleistung                                                                                                  |
| Hetzdorf–Großwaltersdorf                    | 13,5 | 6981 | HG                        | Hetzdorf–Eppendorf: 1. Dezember 1893 Eppendorf–Großwaltersdorf: 1. November 1916                                                                                       | Eppendorf–Großwaltersdorf: 1. August 1951 Hetzdorf–Eppendorf: 1. Januar 1967 | –                                      | –                                      | – |
| Klingenberg-Colmnitz–Frauenstein            | 19,7 | 6976 | KF                        | Klingenberg-Colmnitz–Frauenstein: 15. September 1898 | Klingenberg-Colmnitz–Frauenstein: 28. Mai 1972 | –                                      | –                                      | Reiseverkehr 1971 eingestellt                                                                                                  |
| Klingenberg-Colmnitz–Oberdittmannsdorf      | 18,4 | 6977 | KO                        | Klingenberg-Colmnitz–Naundorf: 1. Januar 1921 Naundorf–Oberschöna: 1. November 1922 Oberschöna–Oberdittmannsdorf: 1. November 1923                                     | Klingenberg-Colmnitz–Oberdittmannsdorf: 25. September 1971 | –                                      | –                                      | – |
| Klotzsche–Königsbrück                       | 19,4 | –    | KKk                       | Klotzsche–Königsbrück: 16. Oktober 1884 | Klotzsche–Königsbrück: 1. April 1897 | –                                      | –                                      | Umbau auf Normalspur; siehe dort                                                                                               |
| Mügeln (b Oschatz)–Neichen                  | 23,9 | 6967 | MN                        | Mügeln–Nerchau-Trebsen: 1. November 1888 | Mutzschen–Neichen: 1. Juli 1968 Wermsdorf–Mutzschen: 1. Januar 1970 Nebitzschen–Wermsdorf: 1. Oktober 1972 | Mügeln (b Oschatz)–Glossen (b Oschatz) | DBG                                    | Nebitzschen–Glossen am 21. April 2006 wiedereröffnet                                                                           |
| Mosel–Ortmannsdorf                          | 13,9 | –    | MO                        | Mosel–Ortmannsdorf: 1. November 1885 | Mosel–Ortmannsdorf: 21. Mai 1951 | –                                      | –                                      | – |
| Mulda (Sachs)–Sayda                         | 15,4 | 6980 | MS                        | Mulda–Sayda: 1. Juli 1897 | Mulda–Sayda: 18. Juli 1967 | –                                      | –                                      | – |
| Nebitzschen–Kroptewitz                      | 06,3 | 6968 | NK                        | Nebitzschen–Kroptewitz: 3. August 1903 | Kemmlitz–Kroptewitz: 30. November 1967 | Nebitzschen–Kemmlitz Bbf               | DBG                                    | nur Sonderverkehr |
| Oschatz–Döbeln Hbf                          | 30,9 | 6969 | OD                        | Mügeln–Großbauchlitz: 15. September 1884 Großbauchlitz–Döbeln: 1. November 1884 Oschatz–Mügeln: 7. Januar 1885                                                         | Mügeln (b Oschatz)–Döbeln: 1. Januar 1968 | Oschatz–Mügeln (b Oschatz)             | DBG                                    | – |
| Oschatz–Strehla                             | 11,9 | 6965 | OS                        | Oschatz–Strehla Ufer: 31. Dezember 1891 | Strehla–Strehla Ufer: 1957 Oschatz–Strehla: 1. Februar 1972 | –                                      | –                                      | – |
| Radebeul Ost–Radeburg                       | 16,4 | 6970 | RRg                       | Radebeul–Radeburg: 16. September 1884 | – | Radebeul Ost–Radeburg                  | SDG                                    | – |
| Schönfeld-Wiesa–Meinersdorf                 | 29,7 | 6971 | SM                        | Schönfeld-Wiesa–Geyer: 1. Dezember 1888 Geyer–Thum: 1. Mai 1906 Thum–Meinersdorf: 1. Oktober 1911                                                                      | Schönfeld-Wiesa Hp–Thum: 1. November 1968 Thum–Meinersdorf: 1. Januar 1976 Schönfeld-Wiesa–Schönfeld-Wiesa Hp: 15. April 1985 | –                                      | –                                      | Reiseverkehr Schönfeld-Wiesa–Thum 15. August 1967 eingestellt. Reiseverkehr Thum–Meinersdorf 28. September 1974 eingestellt.   |
| Taubenheim–Dürrhennersdorf                  | 12,0 | –    | TD                        | Taubenheim–Dürrhennersdorf: 1. November 1892 | Taubenheim–Dürrhennersdorf: 17. September 1945 | –                                      | –                                      | Abbau als Reparationsleistung                                                                                                  |
| Wilkau-Haßlau–Carlsfeld                     | 41,9 | 6973 | WCd                       | Wilkau–Kirchberg: 17. Oktober 1881 Kirchberg–Saupersdorf: 1. November 1882 Saupersdorf–Wilzschhaus: 16. Dezember 1893 Wilzschhaus–Carlsfeld: 22. Juni 1897             | Schönheide Süd–Carlsfeld: 10. November 1967 Saupersdorf–Rothenkirchen: 31. Dezember 1970 Kirchberg–Saupersdorf: 1. Januar 1973 Wilkau-Hasslau–Kirchberg: 2. Juni 1973 Rothenkirchen–Stützengrün: 1. Februar 1976 Stützengrün–Schönheide Süd: 1. Januar 1979 | Stützengrün–Schönheide Mitte           | Museumsbahn Schönheide–Carlsfeld e. V. | Teilstrecke als Museumsbahn wieder aufgebaut                                                                                   |
| Wilsdruff–Döbeln-Gärtitz                    | 51,8 | 6979 | WG                        | Wilsdruff–Meißen-Triebischthal: 1. Oktober 1909 Garsebach–Löthain: 1. Oktober 1909 Löthain–Lommatzsch: 1. Dezember 1909 Mertitz Gabelstelle–Gärtitz: 27. November 1911 | Garsebach–Löthain: 1. August 1966 Kleinmockritz–Döbeln-Gärtitz: 1. Juni 1969 Wilsdruff–Meißen-Triebischthal: 30. Juni 1969 Mertitz Gabelstelle–Kleinmockritz: 4. Januar 1970 Löthain–Lommatzsch: 30. Oktober 1972                                           | –                                      | –                                      | – |
| Wolkenstein–Jöhstadt Ldst                   | 24,3 | 6975 | WJ                        | Wolkenstein–Jöhstadt: 1. Juni 1892 Jöhstadt–Jöhstadt Ldst: 5. Mai 1893                                                                                                 | Jöhstadt–Jöhstadt Ldst: 1. Januar 1972 Niederschmiedeberg–Jöhstadt: 1984 Wolkenstein–Niederschmiedeberg: 31. Dezember 1986 | Steinbach–Jöhstadt                     | Gemeinde Jöhstadt                      | Jöhstadt–Jöhstadt Ldst nur Güterverkehr; Reiseverkehr 1984 eingestellt; Teilstrecke nach 1990 als Museumsbahn wieder aufgebaut |
| Wilischthal–Thum                            | 29,7 | 6972 | WT                        | Wilischthal–Oberherold (–Ehrenfriedersdorf): 15. Dezember 1886 Oberherold–Thum: 15. Dezember 1886                                                                      | Wilischthal-Papierfabrik–Thum: 28. Mai 1972 Wilischthal-Papierfabrik–Wilischthal: 1992 | –                                      | –                                      | Oberherold–Ehrenfriedersdorf 1906 aufgelassen                                                                                  |
| Zittau–Hermsdorf (Isergeb)                  | 15,7 | –    | ZH                        | Zittau–Markersdorf: 11. November 1884 Markersdorf–Hermsdorf: 25. August 1900                                                                                           | Abzw Neißebrücke–Hermsdorf: 22. Juni 1945 | Siehe: Zittau–Kurort Oybin             | Siehe: Zittau–Kurort Oybin             | Teilstrecke seit 1945 auf polnischem Staatsgebiet                                                                              |
| Zittau–Kurort Oybin                         | 12,2 | 6960 | ZO                        | Abzw Neißebrücke–Oybin: 25. November 1890 | – | Zittau–Kurort Oybin                    | SOEG                                   | Nach 1945 Neukilometrierung unter Einbeziehung des Abschnittes Zittau–Abzw Neißebrücke der Strecke Zittau–Hermsdorf            |

### Spurweite 1000 mm
| Strecke (von–nach)                       | km  | Nr.  | Sächsische Streckenkürzel | Eröffnungen                                                | Stilllegungen                                           | Anmerkungen                                                   |
| ---------------------------------------- | --- | ---- | ------------------------- | ---------------------------------------------------------- | ------------------------------------------------------- | ------------------------------------------------------------- |
| Reichenbach (Vogtl) unt Bf–Oberheinsdorf | 5,4 | –    | RH                        | Reichenbach–Oberheinsdorf: 15. Dezember 1902               | Reichenbach–Oberheinsdorf: 14. September 1962           | –                                                             |
| Klingenthal–Untersachsenberg-Georgenthal | 4,1 | 6963 | KSG                       | Klingenthal–Untersachsenberg-Georgenthal: 18. Oktober 1916 | Klingenthal–Untersachsenberg-Georgenthal: 4. April 1964 | elektrifiziert mit 650 V =                                    |
| Klingenthal Weiche 104–Klingenthal Gbf   | 0,9 | –    | KUGG                      | Klingenthal–Untersachsenberg-Georgenthal: 18. Oktober 1916 | Klingenthal–Untersachsenberg-Georgenthal: 4. April 1964 | Verbindungsbahn, nur Güterverkehr, elektrifiziert mit 650 V = |

## Sonstige Quellen
- STREDA – Streckendaten der DBAG, Stand 2003
- Liste der stillgelegten Eisenbahnstrecken in Sachsen. (MS Excel; 27 kB) 21. August 2012, abgerufen am 6. Januar 2013.